# Semaeopus subrugosa
Semaeopus subrugosa är en fjärilsart som beskrevs av Louis Beethoven Prout 1917. Semaeopus subrugosa ingår i släktet Semaeopus och familjen mätare. Inga underarter finns listade i Catalogue of Life.